# 民衆の敵 (1931年の映画)
『民衆の敵』（The Public Enemy）は1931年のアメリカ合衆国の映画。ウィリアム・A・ウェルマン監督の作品で、出演はジェームズ・キャグニーなど。
禁酒法時代のアメリカにおける犯罪組織での若者の台頭を物語にしており、いくつかのギャングを目撃した2人の元新聞記者による未発表の小説『Beer and Blood』を原作としている。
1998年には「文化的・歴史的・芸術的にきわめて高い価値を持つ」とみなされ、アメリカ国立フィルム登録簿に登録された。

## ストーリー

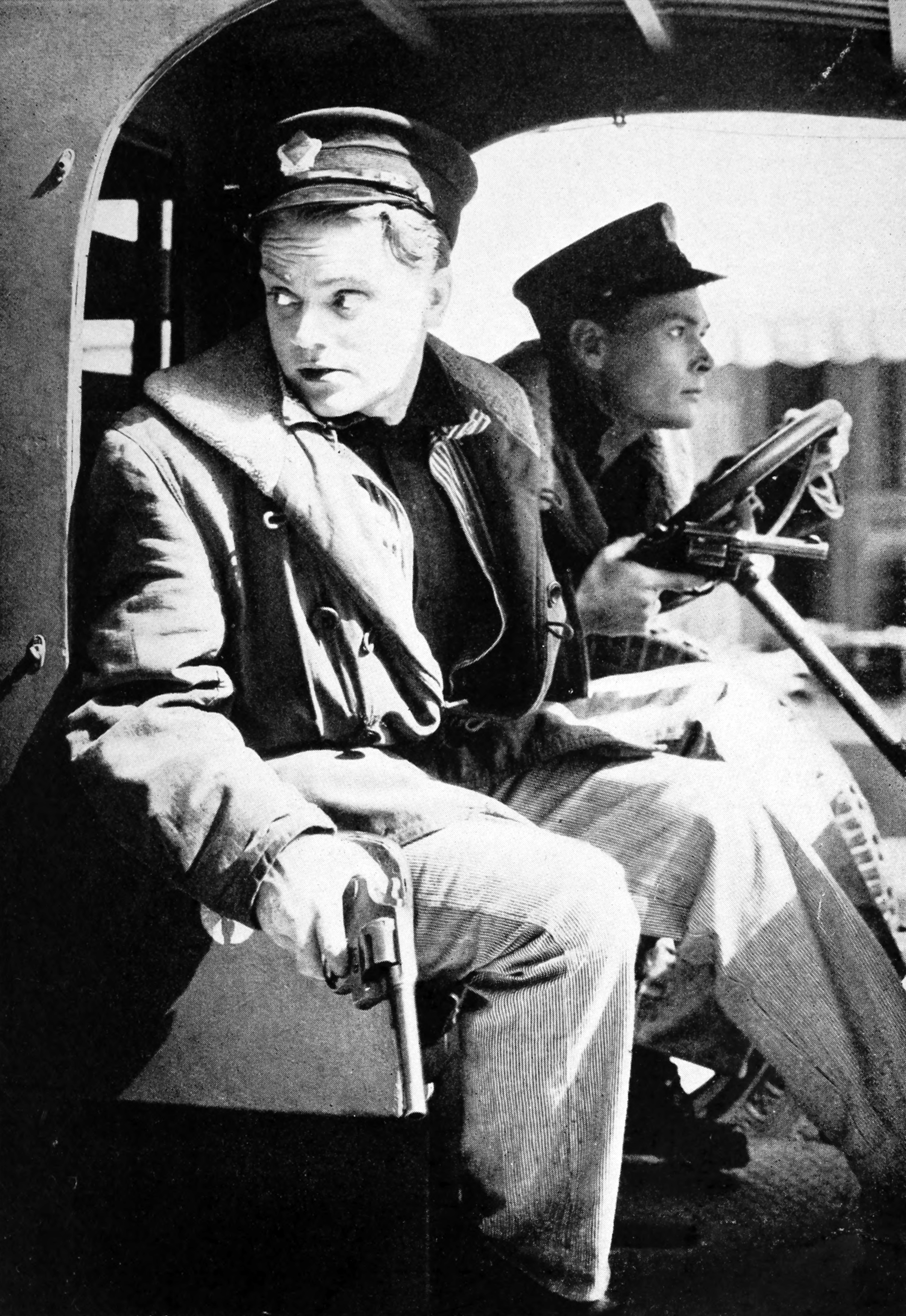
キャグニーとウッズ。

シカゴの育ちのトムとマットは少年時代から悪事を働いており、プティー・ノーズという悪党の下で動いていた。やがて成長した2人はノーズの指示で毛皮泥棒を画策するも警官に見つかり、失敗に終わる。その際、ノーズは2人を置いて行ってしまったため、彼らの怒りを買う。ほどなくして2人はトラック運転手になるが、今度は貨物抜き取り事件にかかわり、パッディーというギャングの親分にかくまわれる。
その後、世界大戦が起き、トムの兄マイクは戦場で成功した。一方、アメリカ本土では禁酒法が敷かれ、トムとマットはパッディーとともにネイルス・ネイザンという別のギャングの傘下に収まり、酒の密造や密売で成功を収めた。ところが、これは禁酒法以前からの密売人バッグスの縄張りを冒したことから、双方の対立を招いた。その後、ネイルスの死を契機にバッグスらは攻勢に出る。
ある日、実家に戻ったトムは、廃兵となったマイクと鉢合わせてけんかする。また、バッグスがマットを殺し、トムがその報復に向かうも失敗して病院送りとなる。見舞いに来たマイクがトムと仲直りを果たしたのもつかの間、トムはバッグスに病院から連れ出された挙句殺され、その遺体は自宅に送り込まれた。遺体を見たマイクは手りゅう弾を携えてバッグスのアジトへと殴り込む。

## キャスト

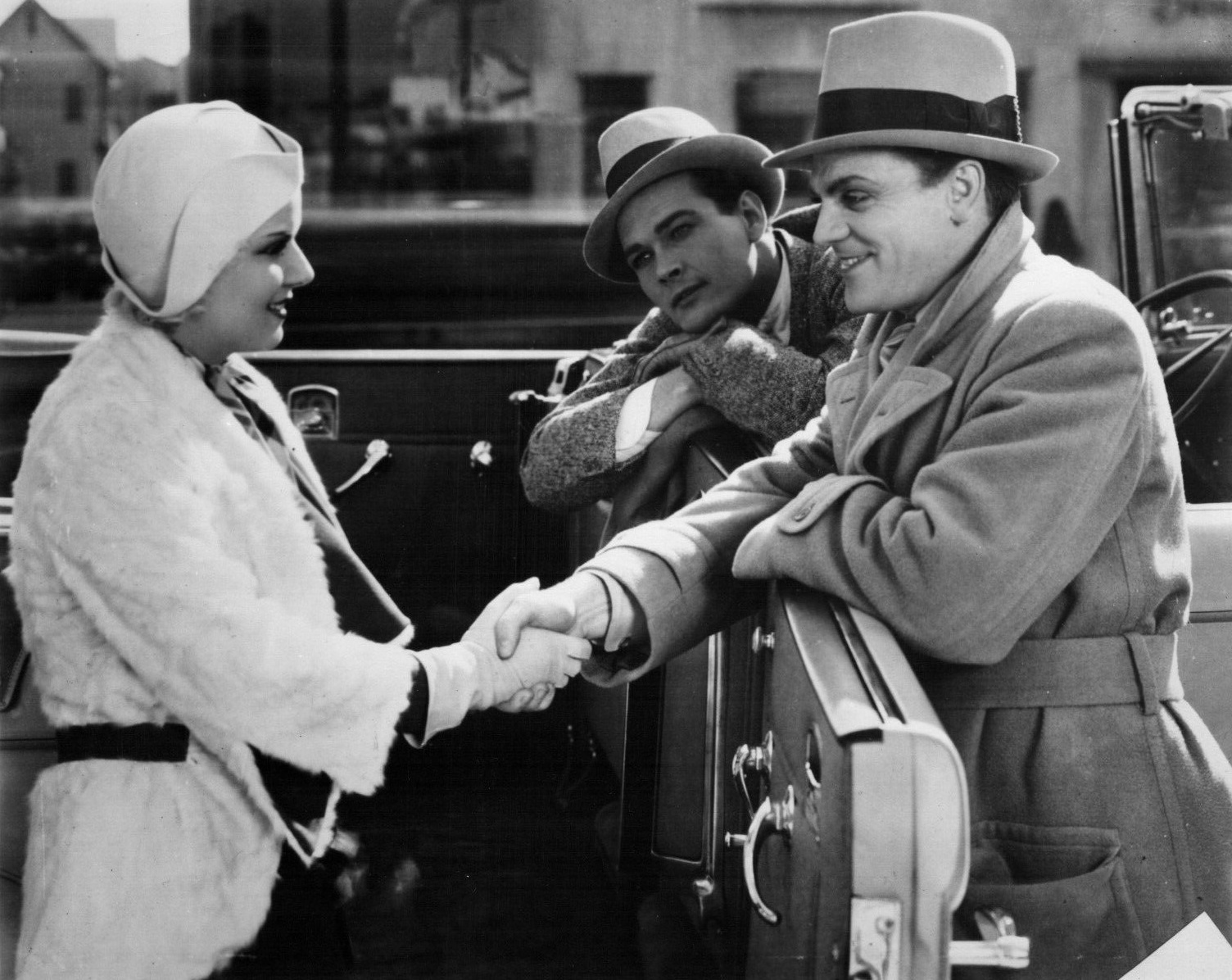
ハーロウ、ウッズ、キャグニー。

※括弧内は日本語吹替（放送日1975年11月1日 TBS）
- トム・パワーズ：ジェームズ・キャグニー（近石真介）
- グウェン・アレン：ジーン・ハーロウ
- マット・ドイル：エドワーズ・ウッズ
- マミー：ジョーン・ブロンデル
- マイク・パワーズ：ドナルド・クック

## スタッフ
- 監督：ウィリアム・A・ウェルマン
- 製作：ダリル・F・ザナック
- 原作：キューベック・グラスマン、ジョン・ブライト
- 脚本：ハーヴェイ・シュウ
- 撮影：デイヴ・ジェニングス
- 編集：エドワード・マイケル・マクダーモット